# Sanair Super Speedway
Le Sanair Super Speedway est un circuit automobile tri-ovale de 1,44 km (9/10 de mille) faisant partie de l'imposant complexe de sports motorisés Sanair situé à Saint-Pie, dans la région de la Montérégie au Québec (Canada).

## Histoire
La piste fut inaugurée le 7 août 1983 par une épreuve de la série NASCAR North remportée par le pilote américain Beaver Dragon. Des épreuves de l'Indycar World Series y ont été présentées de 1984 à 1986 sous l'appellation Molson Indy Montréal. La CASCAR Super Series, ancêtre de la série NASCAR Canadian Tire s'est également produite à Sanair.
En Indycar en 1985, en lutte avec le meneur Bobby Rahal, Jacques Villeneuve Sr. percute la voiture de Rahal à l'entrée du virage numéro 1, le privant d'une victoire possible devant les siens.
Peu de pilotes québécois ont connu du succès sur le Sanair Super Speedway, Claude Leclerc étant le seul à y avoir gagné une épreuve dite « internationale » en 1984 dans la série NASCAR North. Le pilote beauceron Marc-André Cliche a été déclaré vainqueur de l'épreuve de la Série nationale Castrol en 2005 à la suite de la disqualification d'André Beaudoin, mais le peloton était presque exclusivement composé de pilotes québécois.
Plusieurs événements importants de stock-car s'y sont tenus pendant plusieurs années, mais depuis le milieu des années 1990, la piste fut utilisée de façon sporadique, malgré une tentative de relance par la Série Procam en 2004. Après six ans s'absence, l'American Canadian Tour (ACT) y a fait un grand retour les 11 et 12 août 2012 avec une épreuve comptant pour le championnat de ses deux séries, ACT Tour et Série ACT Castrol.
Le virage numéro 2 du trioval, que les pilotes passent parfois à fond, est surnommé « la cannette » à cause du tableau d'affichage qui était à l'époque commandité par la brasserie Molson et qui avait l'allure d'une énorme cannette de bière. Un gros carambolage dans ce virage impliquant plusieurs voitures avait marqué l'épreuve de la Série nationale Castrol/ACT Tour en 2006.
Jean-Paul Cabana y opère son école de pilotage depuis plusieurs années.

## Complexe de Sanair
En plus du Super Speedway, le complexe de Sanair comprend : 
- un ovale de 1/3 de mille inauguré en 1971 et connu sous le nom de Sanair International Speedway ; cette piste qui a présenté de nombreuses épreuves de stock car jusqu'en 1982 est utilisée de façon sporadique depuis ;
- une piste d'accélération de 1/4 de mille inaugurée en 1970 qui a présenté des épreuves de la National Hot Rod Association (NHRA) pendant de nombreuses années et qui demeure la principale piste d'accélération au Québec ;
- un circuit routier de 2 km inauguré en 1972 qui présente notamment le Rallye de Sanair chaque année en avril comptant pour le Championnat Rallye Québec. Le circuit routier emprunte à la fois la piste d'accélération et l'ovale de 1/3 de mille ;
- une piste ovale de karting de 1/10 de mille ;
- un mini circuit routier de karting de 2/10 de mille ;
- des pistes pour autos téléguidées asphaltées et en terre battue, une piste verte pour vélo, course à pied, patins à roues alignées, etc.

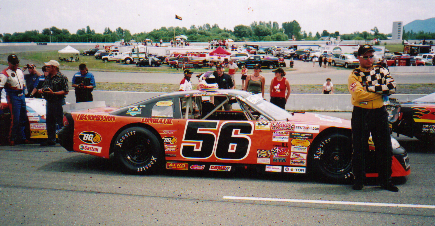
Marc Beaudoin à Sanair en 2005.

## Vainqueurs des courses de l'Indycar World Series
- 9 septembre 1984 Danny Sullivan
- 8 septembre 1985 Johnny Rutherford
- 7 septembre 1986 Bobby Rahal

## Vainqueurs des courses de la série NASCAR North
Sanair International Speedway
- 20 mai 1979 Beaver Dragon
- 8 juillet 1979 Robbie Crouch
- 19 mai 1980 Bobby Dragon
- 6 juillet 1980 Bobby Dragon
- 17 mai 1981 Robbie Crouch
- 5 juillet 1981 Dick McCabe
- 23 mai 1982 Dick McCabe
- 8 août 1982 Chuck Bown

Sanair Super Speedway
- 7 août 1983 Beaver Dragon
- 20 mai 1984 Randy LaJoie
- 5 août 1984 Claude Leclerc
- 19 mai 1985 Bobby Dragon
- 4 août 1985 Robbie Crouch

## Vainqueurs des courses ACT Pro Stock Tour
- 18 mai 1986 Chuck Brown
- 3 août 1986 Beaver Dragon
- 2 août 1987 Beaver Dragon
- 15 mai 1988 Robbie Crouch
- 24 juillet 1988 Butch Miller
- 18 septembre 1988 Junior Hanley
- 30 avril 1989 Junior Hanley
- 20 août 1989 Russ Urlin
- 17 septembre 1989 Junior Hanley
- 22 avril 1990 Russ Urlin
- 1er juillet 1990 Russ Urlin
- 5 août 1990 Beaver Dragon
- 30 juin 1991 Junior Hanley
- 4 août 1991 Junior Hanley
- 26 avril 1992 Junior Hanley
- 2 août 1992 Rollie MacDonald
- 27 juin 1993 Junior Hanley
- 8 août 1993 Rollie MacDonald
- 7 août 1994 Mike Rowe

## Vainqueurs des courses ACT Tour Late Model, Série ACT Castrol et de la Série nationale Castrol
- 26 avril 1992 Norm Andrews
- 2 août 1992 Steve Miller
- 27 juin 1993 Brian Hoar
- 8 août 1993 Brian Hoar
- 16 août 1998 Joey Laquerre
- 26 juin 2005 Marc-André Cliche
- 9 juillet 2006 Ben Rowe[2]
- 12 août 2012 Wayne Helliwell, Jr.[3]
- 3 août 2013 Jimmy Hebert[3]

## Vainqueur ASA National Tour
- 17 mai 1987 Butch Miller

## Vainqueur NEPSA (Northeast Pro Stock Association)
- 20 juillet 1997 Mike Rowe